# リーガル天才・秀才
リーガル天才・秀才（リーガルてんさい しゅうさい）は、昭和中期～平成初期に活躍した、高峰（玉川）一門の漫才コンビ。

## 解説
1952年、『曽我天才・坂東秀才』名義でコンビ結成。1956年、漫才の目標と仰いでいたリーガル千太・万吉から『リーガル』の屋号を許され現名に。
寄席の高座やテレビ・ラジオの演芸番組で活躍。とぼけた味と鋭い社会批評で人気を博す。
1970年10月13日、放送業界の芸人軽視の風潮を不満として、テレビ・ラジオ出演拒否を宣言（1980年に宣言解除）。
漫才の性格上、舞台で相手の奥さんの悪口を言って、コンビ仲が悪くなることをさけるため、お互いの家族同士の交流はしない主義だった。また、発声練習では川の両岸から相手方に聞こえるように練習をし声を鍛えた。
1988年に第43回文化庁芸術祭賞を受賞し、1991年にはリーガル天才が紫綬褒章を受章した。

## メンバー
- リーガル天才（リーガル てんさい、1924年2月26日 - 2004年12月22日、80歳没）

神奈川県出身。本名：曽我 忠一（そが ちゅういち）。
浅草軽演劇の出身で、1943年に「笑いの王国」で初舞台。
漫才協団第4代会長（1993年～1998年）。
晩年はパーキンソン症候群に冒され、漫才協団会長職は内海桂子を後任とし引退。
- リーガル秀才（リーガル しゅうさい、1926年10月29日 - 2008年10月10日、心不全のため死去[5]。81歳没）

東京都出身。本名：高橋 章（たかはし あきら）。
芸能界での有数の将棋の強豪として知られ、NHK『お好み対局』などにゲスト出演していた。
2008年7月 知人に声が出にくくなったため引退を伝えており、CMでSMAPと共演する話も断った。
長女は松浦竹夫の劇団新演劇人グループ「テアトロ〈海〉」に所属していた高橋ナナコ。

## 主なネタ
- 月給袋
- ぜいたくは損
- ああ母性愛
- 老いるショック

## ギャグ
- （秀才に知識の誤りを指摘されて）「ダメだねぇ～、ケンブリッジも!!」（天才）
- （同じく秀才に知識の誤りを指摘されて）「色んな知識を詰めすぎちゃってるから、ポロッと関係ない言葉が出てきちゃう、もうかき回そう（頭をかき回す）」（天才）、「何がかき回そうだ！」（秀才）、「邪魔だねぇ、教養は！！」（天才）、「やかましい！！」（秀才）
- 「彼女とは何となくラベルが違うんだよ」（天才）、「それを言うならレベル」（秀才）、「あの先生、違ったこと教えたな… 駄目だな東大も」（天才）
- 「涙から目がポロポロ、ポロポロ」（天才）
- 「疑いのナマコ（眼）」「ナマザシ（眼差し）」（天才）
- 「ハイデス」（天才）
- 「お年寄りは国の宝です!」（天才）、「君、今イイこと言ったねぇ」（秀才）、「えぇっ?そんなにイイこと言った?」（天才）、「素晴らしい!!（客の拍手を煽りながら）もう一度言ってくれよ」（秀才）、「（嬉しそうに）そうかぁ、よし、（少し考えて）何て言ったかなぁ?」（天才）、「やだなぁ、お年寄りは国の宝です、だよ」（秀才）、「ああ、そうかそうか、お年寄りは国の宝です!」（天才）、「そうだ、そうだ!!（客大拍手）」（秀才）、「ねっ、オレは心の底からそう思ってるんだから!（客はさらに拍手）」（天才）、「（大拍手）」（秀才）、「お年寄りは国の宝です、お年寄りの方が大勢いらっしゃると、毎月毎月、食い扶持がかさんで……「（客はここで大爆笑）」（天才）、「あっ、今のたんま、たんま……」（天才）
- 「ガバゴボゲベ」（天才）
- （医者と患者のコント）後頭部が薄い患者役の秀才が後ろ向きに椅子に腰掛けていたところを医者役の天才が「こいつぁあ大変だ！！顔に毛が生えてる！！」
- 「不動産屋がウチへ来て坪100万出すから売れ売れっていうんだ」（天才）、「あの土地を？大したもんだねぇ！」（秀才）、「ああ、坪100万にタオル1本付けるから売れ売れって」（天才）、「タオルはどうでもいいけど」（秀才）、「だから言ってやったよ、あの土地だけは売れませんて」（天才）、「偉いもんだねぇ」（秀才）、「ああ、あれは借地だもん」（天才）
- 「あなたねぇ、あちら（アメリカやヨーロッパ）とこちら（日本）では生活の習慣が全部あべこべなんだから」（天才）、「どんな風に？」（秀才）、「例えばノコギリを切るときに日本では手前に引くだろ、あちらは押して切るんだから」（天才）、「へえぇ」（秀才）、「それから鉛筆を削る時、日本ではナイフで向こうに側に削るだろ」（天才）、「シュッシュッシュっとね」（秀才）、「あちらの方は手前に向けて削るんだから」（天才）、「そういえばテレビで観たことある」（秀才）、「あちらから入ってきた靴下、右左あべこべに履ける」（天才）、「履ける履ける」（秀才）、「日本に古来からある足袋、右左あべこべに履けない」（天才）、「指がついてるから履けない」（秀才）、「ほら、あちらとこちらでは全部あべこべなんだから」（天才）、「大したもんだねぇ」（秀才）、「おまけに日本ではお風呂に入るときに着ているものを全部脱ぐだろ」（天才）、「脱いじゃうんだよね、これが」（秀才）、「あちらの方はあんた、出てから着るんだから！！」（天才）、「そりゃおんなじだ！！」（秀才）
- 「どんなにお金があるからって、一回しか着ていない服を捨てたりしますか？」（天才）、「捨てません」（秀才）、「ねぇ！どんなにお金があるからって、一度しか使っていない歯ブラシ、捨てますか？」（天才）、「捨てるわけにはいきません！」（秀才）、「どんなにお金があるからって、一度しか使っていない爪楊枝、捨てますか？」（天才）、「捨てるよ！！」（秀才）

## 弟子
- 春日三球・照代 - クリトモ一休・三休時代には、リーガル千太・万吉門下で兄弟弟子。一休が三河島事故で急逝したため、三休は妻の照代と組み三球に改称、地下鉄漫才で一世を風靡する。
- ケーシー高峰 - 『医事漫談』の創始者にして第一人者。1960年代半ばに、横山あきおと『大空はるか・かなた』を組んでいた。
- 高峰青天・幸天
- 高峰東天・愛天 - 田端グループ。高峰東天は講釈師出身、愛天は元「高峰敬天・愛天」で、新宿OS支配人も兼ねた。
- 高峰和才・洋才（リーガル和才・洋才） - 師匠の没後、兄弟子のケーシーが面倒を見ていた。2011年解散。
- 高峰コダマ

## CM出演
- 田無・網元

田無市にあった割烹料理店。